# Hans Pflüger (Politiker)
Hans Pflüger (* 23. Mai 1921 in Halle (Saale); † 7. Mai 1988 ebenda) war ein deutscher Politiker (SED). Er war von 1957 bis 1984 Oberbürgermeister der Stadt Halle an der Saale.

## Leben
Pflüger wurde als Sohn einer Arbeiterfamilie geboren, besuchte die Volksschule und arbeitete zwei Jahre als Botenjunge, bevor er den Beruf des Maschinenschlossers erlernte. 1941 wurde er zur Kriegsmarine eingezogen und geriet in britische Kriegsgefangenschaft. Nach seiner Rückkehr nach Halle wurde er 1946 Mitglied der SED. Pflüger war als Motorenschlosser und Betriebsleiter in den Karosseriewerken Halle beschäftigt und besuchte die Zentralschule für Wirtschaft. Von 1950 bis 1954 war er Betriebsdirektor des VEB Melsa, Blechwarenfabrik Rothemark in Wittenberg, anschließend von 1954 bis 1957 Sekretär für Wirtschaft der SED-Kreisleitung Halle-Stadt. Von Juli 1957 bis 1984 war er Oberbürgermeister der Stadt Halle, Vorsitzender des Rates der Stadt sowie Abgeordneter des Bezirkstages Halle. 1961/1962 besuchte er die Parteihochschule „Karl Marx“.
Pflüger war Mitglied des Präsidiums des Städte- und Gemeindetages der DDR sowie Mitglied und Sekretär des Präsidiums der Bezirksgruppe Halle der Deutsch-Arabischen Gesellschaft der DDR.

## Auszeichnungen
- Vaterländischer Verdienstorden in Bronze (1966)
- Händelpreis des Bezirkes Halle (1979)
- Banner der Arbeit (1981)